# Čiekŋalisjávri
Čiekŋalisjávri eller Syväjärvi eller Tshiengalasjävri är en sjö i Finland. Den ligger i kommunen Utsjoki i landskapet Lappland, i den norra delen av landet, 1 100 km norr om huvudstaden Helsingfors. Čiekŋalisjávri ligger 263,2 meter över havet. Arean är 1,53 kvadratkilometer och strandlinjen är 13,05 kilometer lång. Sjön  ingår i Neidenälvens huvudavrinningsområde.   Omgivningarna runt Čiekŋalisjávri är i huvudsak ett öppet busklandskap. Den sträcker sig 3,2 kilometer i nord-sydlig riktning, och 1,5 kilometer i öst-västlig riktning.